# 萨乌尔·克拉维奥托
萨乌尔·克拉维奥托（西班牙語：Saúl Craviotto，1984年11月3日—），西班牙男子皮划艇运动员。他曾代表西班牙参加2008年、2012年、2016年和2020年夏季奥林匹克运动会皮划艇比赛，获得二枚金牌、二枚银牌和一枚铜牌。